# Multieventi Sport Domus
El Multieventi Sport Domus  es el edificio  polideportivo más importante de la República de San Marino que se encuentra en Serravalle, cerca de la frontera con Italia. El edificio se compone de: Un gimnasio de 42m x 30m que es utilizado por la Federación de Baloncesto de San Marino donde entrenan miembros de la Federación Nacional de Baloncesto San Marino y la gimnasia rítmica de San Marino. Una piscina de 22m x 50m utilizada por la Federación de Natación de San Marino para la natación competitiva y la natación sincronizada. Un pequeño gimnasio se utiliza para el tenis de mesa, artes marciales, judo y un espacio de conferencias para 250 personas.